# مجتمع بندكت الغامض
مجتمع بندكت الغامض (بالإنجليزية: The Mysterious Benedict Society)‏ هو مسلسل غموض مغامرات أمريكي من بطولة توني هايل، كريستين شال وريان هورست. عرض المسلسل على منصة ديزني+ في 25 يونيو 2021.

## روابط خارجية
مجتمع بندكت الغامض على موقع IMDb (الإنجليزية)
- مجتمع بندكت الغامض على موقع روتن توميتوز (الإنجليزية)
- مجتمع بندكت الغامض على موقع كينوبويسك (الروسية)
- مجتمع بندكت الغامض على موقع ألو سيني (الفرنسية)
- مجتمع بندكت الغامض على موقع قاعدة بيانات الفيلم (الإنجليزية)